# 한스타 미디어
한스타 미디어는 2012년 6월 21일 전문 엔터테인먼트 미디어로서 한류 문화에 관련된 컨텐츠를 생산 또는 재가공하여 새로운 플랫폼을 구축하기 위해 창단되었다.
한류 중심에 있는 연예인 야구단의 대회를 개최하여 생방송으로 중계하는 등 다양한 방송 컨텐츠로 재생산과 유통 채널을 개발하고 있다.
또한 모바일 연예인야구선수 카드, 스마트 앱 앱진 등 다양한 방법으로 독자가 원하는 컨텐츠를 제공하기 위해 노력하고 있으며 야구경기를 단순한 스포츠 범주에서 뛰어넘어 에너지 절약 캠페인, 다문화가정 돕기 등 다양한 사회공헌 사업과 연계함으로써 기업과 미디어가 가지는 사회적 책임도 포괄적으로 진행하고 있다.